# 威爾森角
82°14′S 163°47′E / 82.233°S 163.783°E
威爾森角是南極洲的海岬，位於羅斯冰架西部，該海岬在1902年12月由英國探險家羅伯特·斯科特發現，現時由南極條約體系管理。